# 恵南豪雨
恵南豪雨（けいなんごうう、恵南豪雨災害）は、2000年（平成12年）9月11日から9月12日に岐阜県で起こった豪雨災害（水害）。全国的に東海豪雨と呼ばれる豪雨災害の岐阜県における呼称である。
矢作川支流の上村川が氾濫するなど、特に恵那郡南部（恵南）での被害が大きかったことから名づけられた。大量の雨が局地的に降ったことで、これらの河川の上流部にある人工林が山腹崩壊を起こし、土石流を発生させて大量の倒木が下流へ流出したことで被害が拡大したとされる。人的被害としては、いずれも恵那郡上矢作町で死者1人と重傷者1人が発生している。

## 経過

### 集中豪雨
秋雨前線と台風14号の影響による湿った空気が理由として、2000年（平成12年）9月10日午後から岐阜県では雨が降り出し、9月10日22時45分には中濃地域と飛騨北部地域に大雨・洪水注意報が発令された。9月11日3時20分には岐阜地域・西濃地域に大雨・洪水警報が発令され、その後岐阜県各地域に大雨・洪水警報が発令された。
アメダスによる最大1時間雨量は、中津川市の三森山で70mm（12日5時）、多治見市の多治見で58mm（11日21時）、不破郡関ケ原町の関ケ原で55mm（11日4時）に達した。9月10日20時から9月12日24時までの総雨量は、中津川市の三森山で442mm、多治見市の多治見で390mm、揖斐郡久瀬村の小津で365mmに達した。

### 被害の発生と救助活動
9月12日7時25分、梶原拓岐阜県知事から自衛隊に対して災害派遣要請が行われ、9月12日から9月15日にかけて自衛隊の応急復旧活動が実施された。9月12日20時には美濃地方の大雨警報が解除され、9月12日23時には美濃地方の洪水警報が解除された。
9月13日には恵那郡上矢作町に災害救助法が適用され、9月19日には上矢作町に被災者生活再建支援法が適用された。この間の9月14日には、岐阜県によって岐阜県全域の災害が恵南豪雨災害と命名された。

## 被害

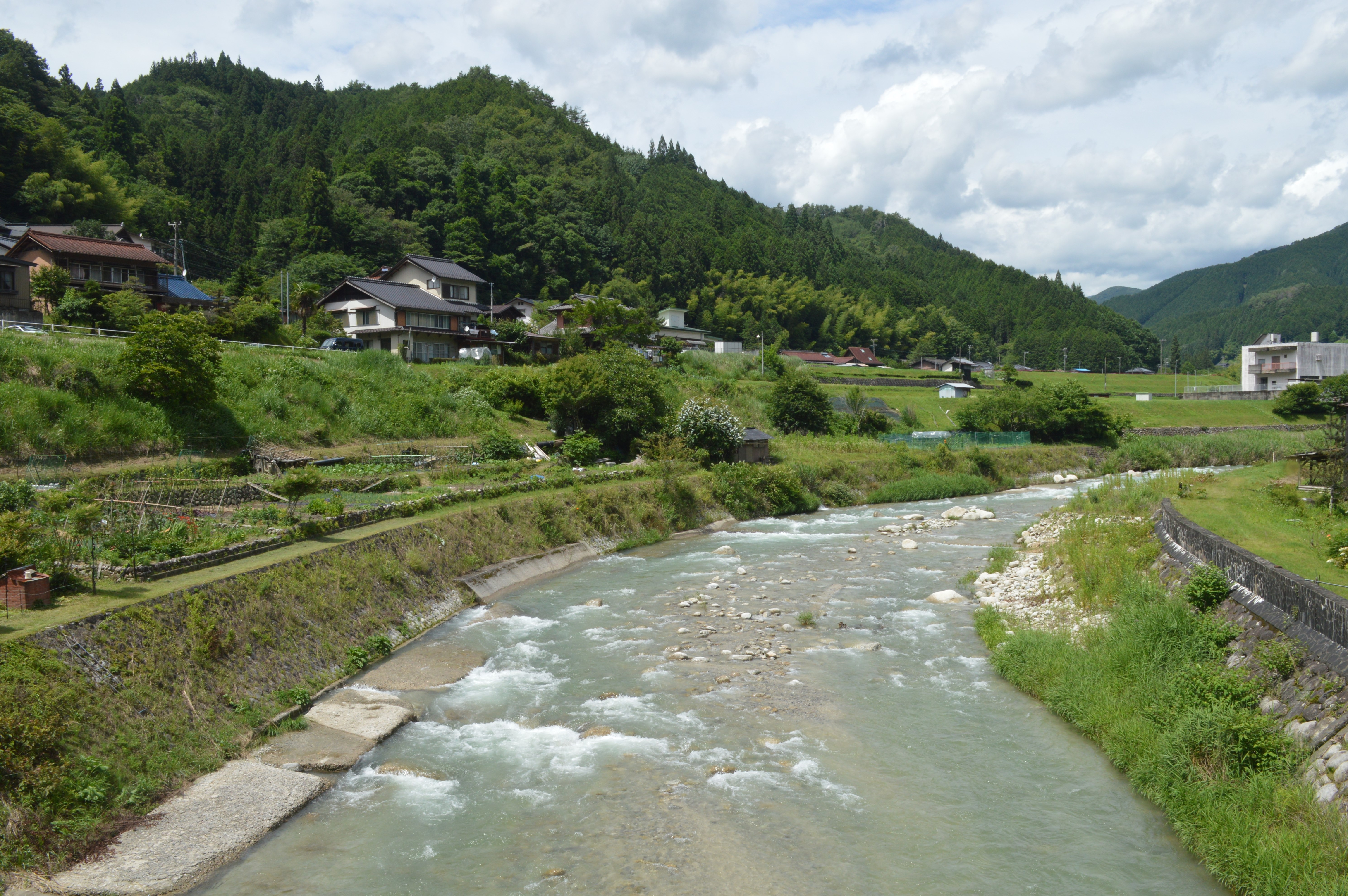
溢水が起こった飯田洞川

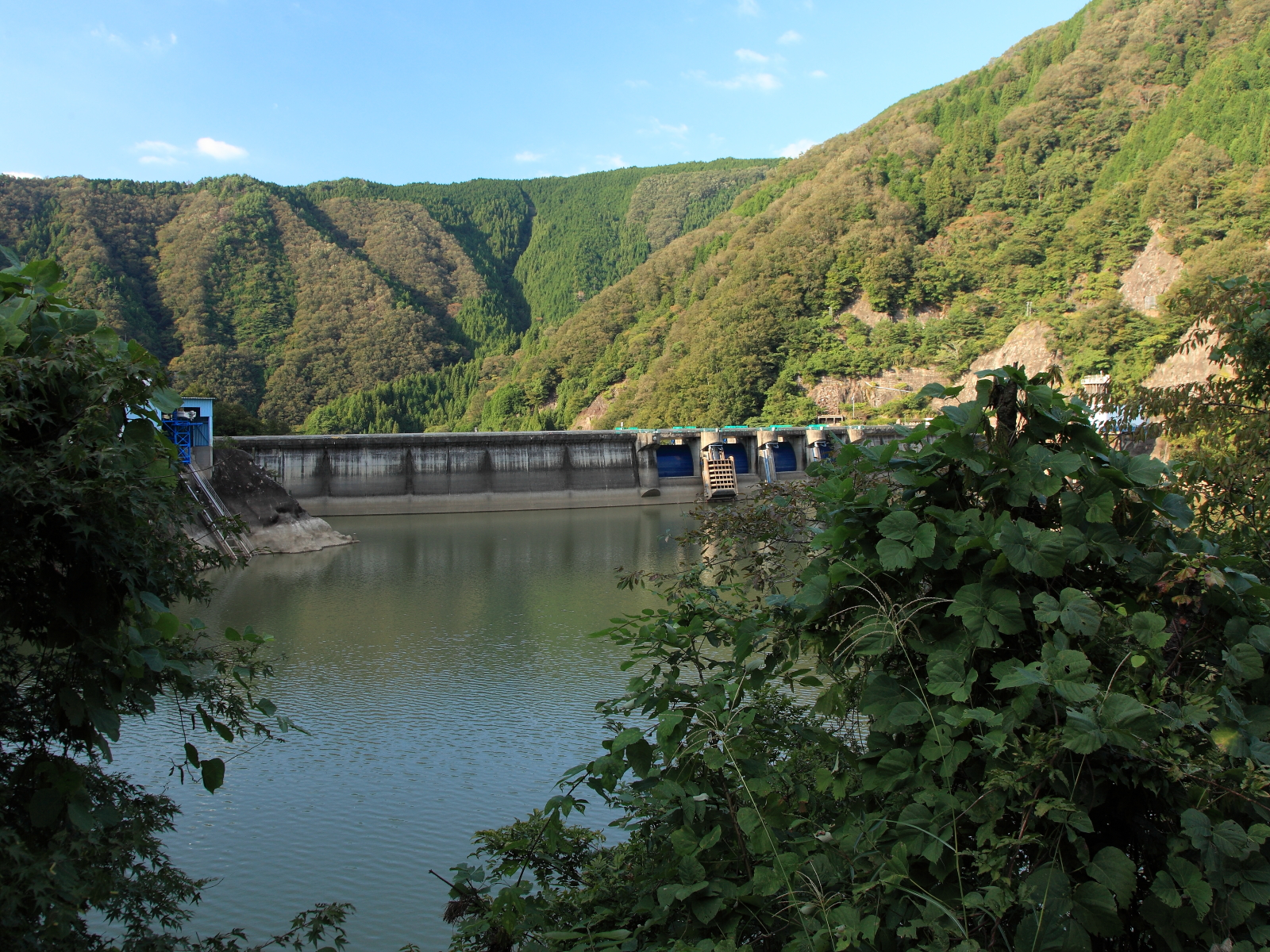
大量の土砂と流木が流れ込んだ矢作ダム湖

2000年（平成12年）11月1日時点の岐阜県のまとめによると、恵南豪雨の被害総額は366億5900万円であり、災害対策基本法が施行された1962年（昭和37年）以降の岐阜県では4番目の規模だった。その後の国土交通省中部地方整備局のまとめによると、被害総額は351億1754万円だった。岐阜県における被害の大半は恵那郡上矢作町が占めていた。

### 道路の状況
道路の状況としては、東濃地方を中心に35路線・44箇所で落石崩土などによる通行規制が行われ、特に上矢作町において大規模な道路損壊が発生した。上矢作町では国道418号で落石や崩土による道路欠壊、国道257号で崩土や土砂・流木堆積による橋梁取付部欠壊などが起こっている。

### 河川の状況
河川の状況としては、岐阜市の境川、大垣市の大谷川、大垣市・養老町・垂井町の泥川、美濃加茂市・坂祝町の加茂川、多治見市の脇之島谷川、多治見市の辛沢川、上矢作町の上村川、上矢作町の飯田洞川の8河川において、溢水や内水の排水不能などによる浸水被害が発生した。

### 土砂災害
土砂災害としては、上矢作町、串原村、多治見市、瑞浪市、可児市、岐阜市、関市の7自治体において、土石流16件、がけ崩れ17件、地すべり1件が発生した。恵那市と愛知県豊田市にまたがる矢作ダムでは、約280万立方メートルの土砂と約3万5千立方メートルの流木がダム湖に流れ込んだ。

### 人的被害・物的被害
人的被害は死亡者が1人、重傷者が1人だった。死亡者はアマゴの養殖場に出かけた上矢作町在住の85歳の男性であり、流出した橋と一緒に流されたと推測されている。夜間に家屋が流出するなどの物的被害もあったが、消防団がうまく避難を誘導するなどして人的被害を抑えたとされる。
物的被害は住家の全壊（流出）が11戸、半壊が12戸、一部破損が4戸、床上浸水が108戸、床下浸水が390戸だった。

## 上矢作町の状況

### 上矢作町の被害
恵南豪雨で特に被害が大きかったのは恵那郡上矢作町である。恵南豪雨全体では1人の死亡者と1人の重傷者があったが、これらの人的被害はいずれも上矢作町で発生した。また、住家の全壊（流出）と半壊についても上矢作町に被害が集中した。
上矢作町では上村川が氾濫し、上村川と飯田洞川の合流点より下流に全壊（流出）や半壊の家屋が多かった。河川の氾濫、土石流やがけ崩れなどによって13か所の橋梁が流出し、127世帯430人が孤立した。9月12日と9月13日には孤立した達原地区において、岐阜県警察機動隊による救出活動、岐阜県警察方面機動隊による捜索活動が行われた。9月12日には達原地区の55人がヘリコプターで上矢作町立上矢作小学校に搬送され、9月17日には達原地区の残りの17人が上矢作小学校に搬送されている。

### 上矢作町の復興

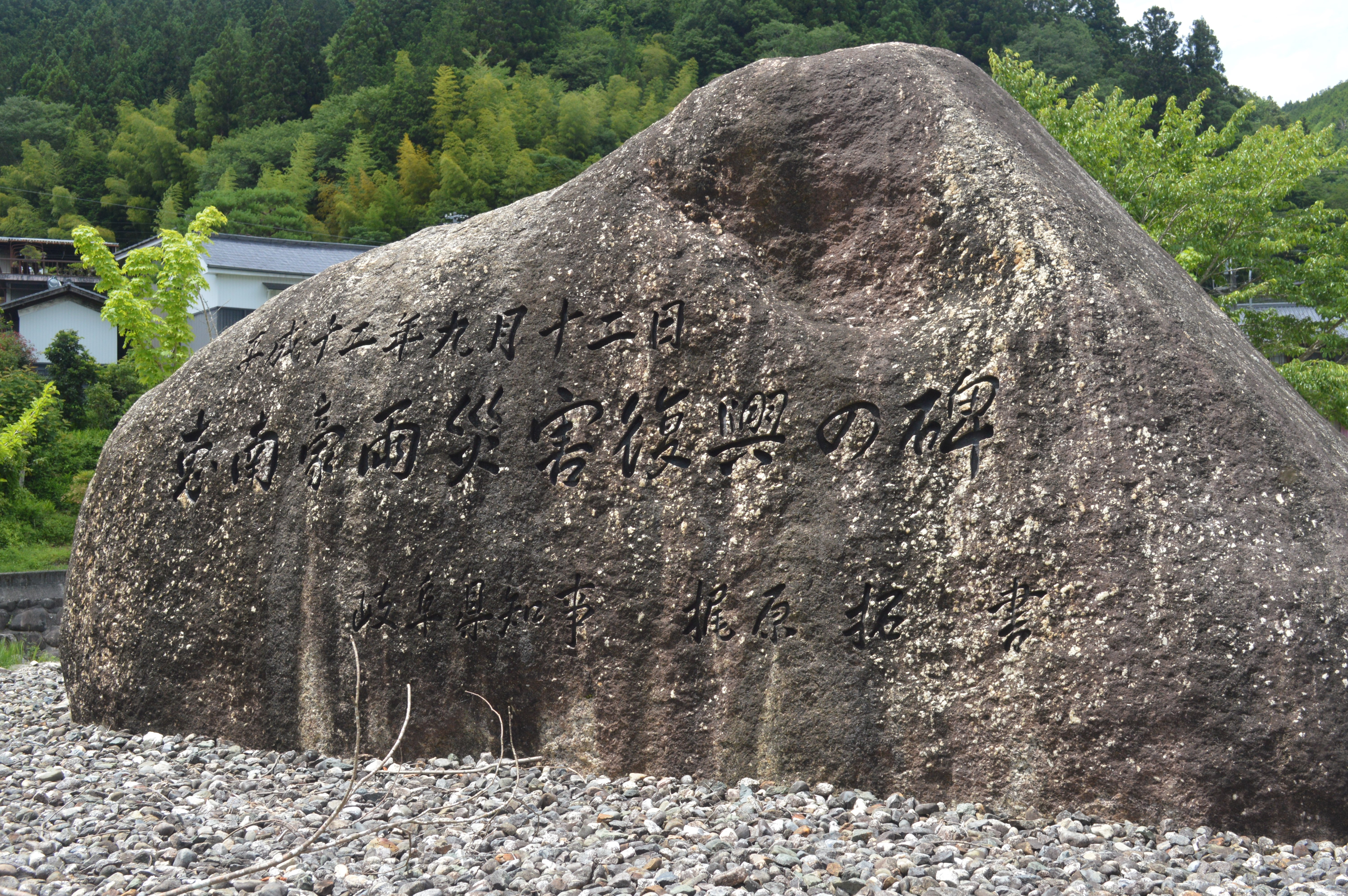
石碑「恵南豪雨災害復興の碑」

2000年（平成12年）9月30日、岐阜県によって上矢作町に建てられた世帯用9棟、単身用4棟の計13棟の仮設住宅の引き渡し式が行われた。達原地区の7世帯を始めとして、本郷地区・漆原地区・飯田洞地区の住民らが入居した。恵南豪雨で発生した大量の流木は上矢作町民グラウンドなどに集積されていたが、2001年（平成13年）1月にはバイオテクノロジーを用いて流木を肥料化する事業が開始された。
災害復旧工事は2002年（平成14年）3月にほぼ完了した。国道418号は9kmのうち2kmが決壊するなど壊滅的な打撃を受けたが、同年10月16日に達原トンネルが貫通し、上矢作町役場と平谷村役場の間の復旧に向けて前進した。2003年（平成15年）3月27日、梶原拓岐阜県知事らも出席した恵南豪雨の復興記念式典が開催され、国民健康保険上矢作病院駐車場の河床広場に石碑「恵南豪雨災害復興の碑」が建立された。
2010年（平成22年）9月には恵南豪雨から10年を迎え、上矢作公民館で被災者が体験談などを語るシンポジウムが開催された。